# Kostel svatého Jakuba Staršího (Želetice, okres Hodonín)
Kostel svatého Jakuba Staršího  je římskokatolický chrám v Želeticích v okrese Hodonín. Jde o farní kostel římskokatolické farnosti Želetice u Kyjova. Je chráněn jako kulturní památka České republiky.
K založení kostela došlo v polovině 13. století. V 16. století přestal být kostel udržován, obnoven byl roku 1606. Během třicetileté války a za vpádů Kuruců na začátku 18. století byl kostel opakovaně vypleněn a poničen. Opraven byl v letech 1721–1732. Tuto podobu měl až do roku 1925, kdy došlo k přístavbě bočních kaplí. 
Gotický presbytář s gotickým vítězným obloukem je nejstarší zbytek původního kostela. Loď stojí z neznámých důvodů k presbytáři šikmo.